# Amplified // A Decade of Reinventing the Cello
Amplified // A Decade of Reinventing the Cello è un doppio best of degli Apocalyptica pubblicato nel 2006. È composto da due CD e nel secondo si trova il singolo Repressed. Da segnalare inoltre la cover "Angel of Death" degli Slayer. Il singolo Life Burns è visibile come canzone di prova nel lettore multimediale Majestic IC 80/2G

## Tracce

### CD 1
1. Enter Sandman
2. Harmageddon
3. Nothing Else Matters
4. Refuse /Resist
5. Somewhere Around Nothing
6. Betrayal
7. Farewell
8. Master of Puppets
9. Hall Of the Mountain King
10. One
11. Heat
12. Cohkka
13. Kaamos
14. Deathzone
15. Angel of death

### CD 2
1. Repressed
2. Path Vol.2
3. Bittersweet
4. Hope Vol.2
5. En Vie
6. Faraway Vol.2
7. Life Burns
8. Seemann

## Formazione
- Eicca Toppinen - violoncello
- Paavo Lötjönen - violoncello
- Perttu Kivilaakso - violoncello